# Testvérek (kereszténység)
A Testvérek (angolul Brethren) egy olyan név, amelyet a történelem során számos keresztény vallási csoport használt. A legnagyobbak közülük az anabaptista mozgalomhoz tartoznak.
A „testvérek” elnevezést felvevők az Újszövetség példáját használták, ahol a szót számtalanszor használják az őskeresztény hittestvérek megjelölésére.
Ezen csoportok megkülönböztetésére a kívülállók gyakran helynevet vagy más jellegzetességet adtak a névhez.

## Késő középkor
- Apostoli Testvérek (13. század) egy keresztény szekta, amelyet a 13. század második felében Gerard Segarelli alapított Észak-Itáliában és aki elhatározta, hogy az apostoli életforma helyreállításának szenteli magát.[2]
- Kalands Testvérek (13. század), német karitatív szervezet. Németül Kalandbrüder, latinul Fratres Calendarii papok és laikusok vallási és jótékonysági egyesületei voltak, különösen nagy számban Észak- és Közép-Németországban.[3] Németországból Dániába, Norvégiába, Magyarországra és Franciaországba is elterjedt.[3] A 16. században a reformáció a többségük felbomlásához vezetett.[3]
- Szabad Szellem Testvérei misztikus reformmozgalom. A katolikus egyház által eretneknek tartott mozgalom hívei különösen Németalföldön, Németországban, Franciaországban, Csehországban és Észak-Olaszországban voltak jelen a 13. és 15. század között.
- A Közös Élet Testvérei (14. század) egy római katolikus vallási közösség, amelyet Gerard Groote a 14. századi Hollandiában alapított.
- A Herrnhuti Testvérgyülekezet, más néven Egyesült Testvérek, Husz János és Petr Chelčický követőitől származnak. Angol nyelvterületen a közösséget Morva Egyház néven emlegetik.
- A Testvérek Egysége (Bratrská jednota baptistů v Česku) nevű közösség szintén Husz és Chelčický munkásságára vezethető vissza. Baptista felekezet Csehországban, amely a Baptista Világszövetséghez kapcsolódik. A székhelye Prágában van.

## Anabaptista csoportok
Ezek a csoportok az anabaptista mozgalomból nőttek ki.

### Hutteriták
A hutteriták, más néven Hutteri Testvérek (Hutterische Brüder) Jacob Hutter vezetésével német, svájci és tiroli anabaptistákból származnak.
Az ún. Bruderhof ("Testvérek helye") mozgalmat Eberhard Arnold alapította 1920-ban Németországban. Miután 1937-ben a nemzetiszocialisták kiűzték őket, először a Liechtensteini Hercegségben, majd Angliában kerestek menedéket. Ma a mozgalomnak közösségei vannak az Egyesült Államokban, az Egyesült Királyságban, Németországban, Ausztriában, Paraguayban és Ausztráliában.

### Svájci Testvérek

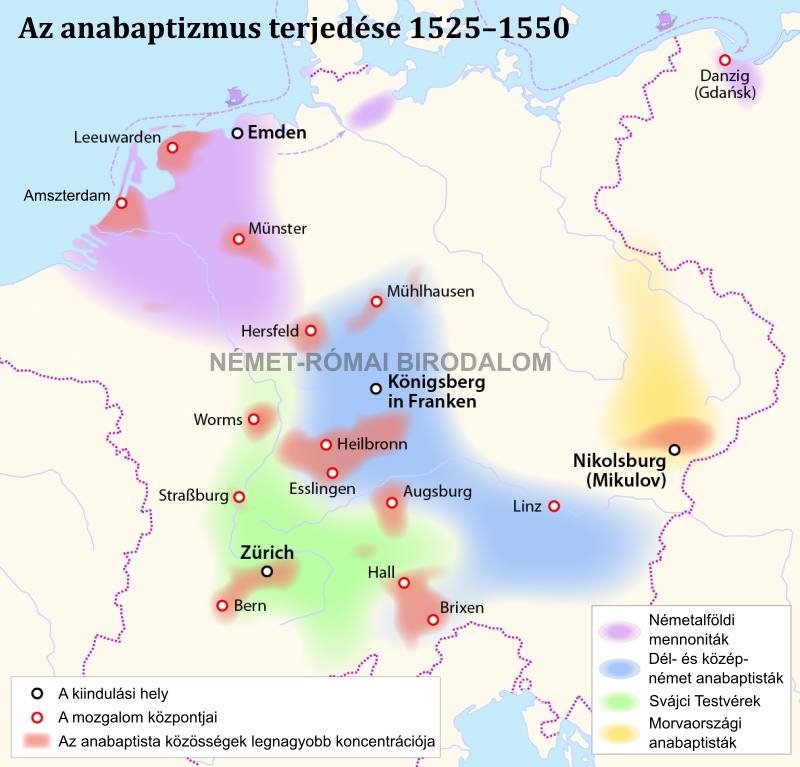
A reformáció idején a Zürichben indult anabaptista mozgalom terjedése (zöld színben).
Világosbarna színnel az anabaptisták legnagyobb koncentrációja.

A Svájci Testvérek nevet 1525-től használták a svájci anabaptisták 1693-ig, az amish és mennonita csoportokra való szétválásukig.
Zürichből indult, majd elterjedt a közeli városokba, ahonnan a szomszédos országokba is átterjedt. 1525-ben Felix Manz, Conrad Grebel, George Blaurock és más radikális reformerek elváltak Ulrich Zwingli közösségétől és új csoportot alapítottak, mert úgy érezték, a reformok nem haladnak elég gyorsan. A csecsemőkeresztség elutasítása a Svájci Testvérek megkülönböztető hite volt. A Sola scriptura (egyedül a Biblia) doktrína alapján kijelentették, hogy mivel a Biblia nem említi kifejezetten a csecsemőkeresztséget, ezért azt a hívők nem gyakorolhatják. Ezt a hitet Ulrich Zwingli elutasította. Következésképpen nyilvános vita alakult ki, amelyben a városi tanács megerősítette Zwingli álláspontját.
A hatóságok üldöztetése miatt sok Svájci Testvér menekült át a szomszédos országokba. A Jacob Amman és Hans Reist vezette csoportok közötti nézeteltérés után, 1693-tól mennonitákként váltak ismertté. A franciaországi, dél-németországi, hollandiai és észak-amerikai mennoniták közül sok, továbbá a legtöbb amish a Svájci Testvérektől származtatható.

### Mennonita Testvérek
A Mennonita Testvérek 1860-ban alakultak az oroszországi mennoniták közül. A 19. század végén Észak-Amerikába költöztek.

### Schwarzenau Testvérek
A Schwarzenau Testvérek  először 1708-ban szerveződtek meg Alexander Mack (1679–1735) vezetésével a németországi Észak-Rajna-Vesztfália tartománybeli Schwarzenau, Wittgenstein közösségben (a mai Bad Berleburgban). A vallási üldözés arra késztette a testvéreket, hogy a hollandiai Frieslandba keressenek menedéket, majd egy maroknyi csoport kivételével mindannyian kivándoroltak Amerikába. Pennsylvaniában más német telepesek között telepedtek le. Gyökereik a radikális pietizmus mozgalmában vannak, de erős hatással volt rájuk az anabaptista teológia. „Dunkereknek” vagy „német baptista testvéreknek” is nevezték őket. 

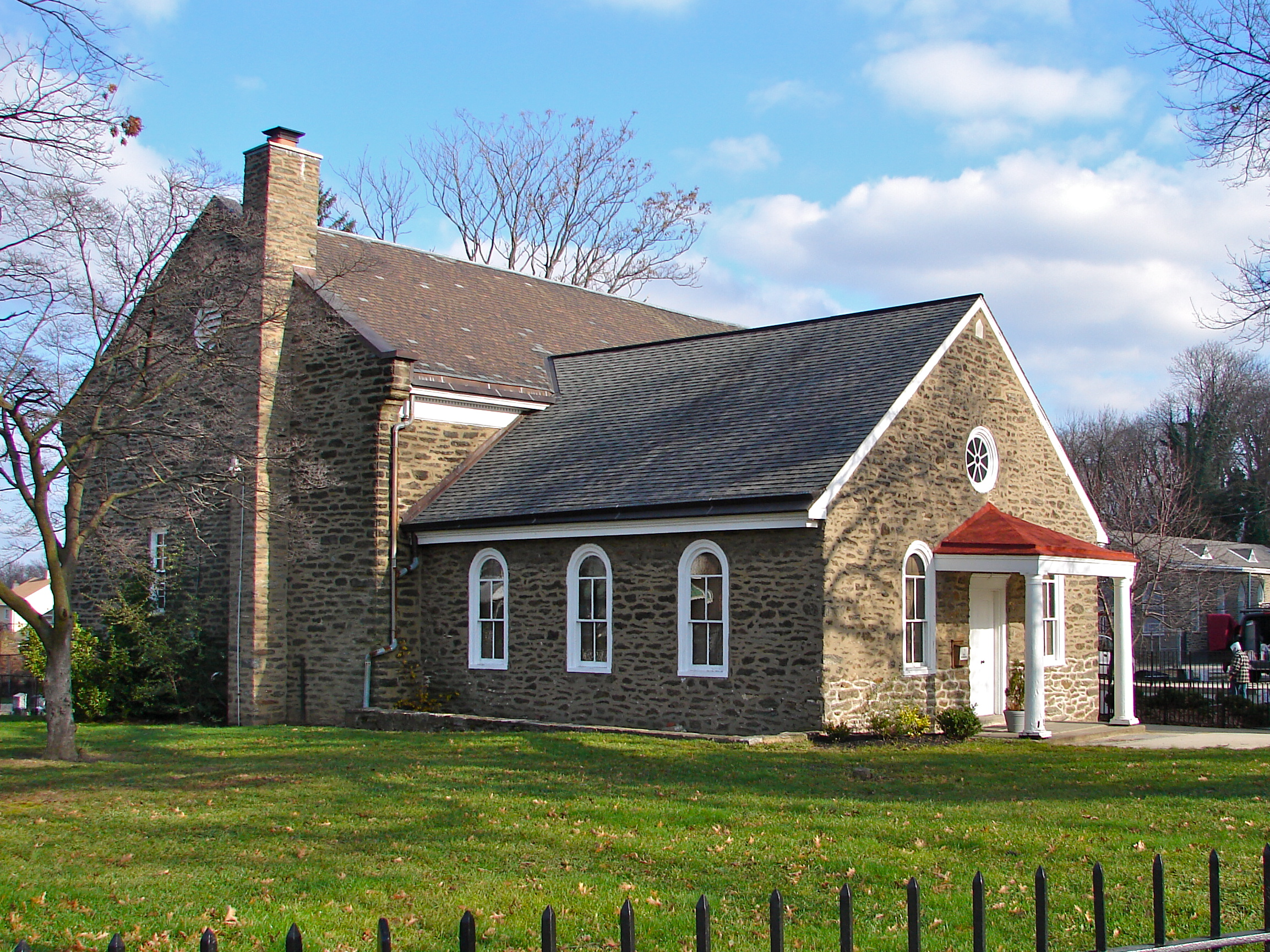
A Schwarzenau Testvérek imaháza Germantownban (Pennsylvania), amely 1770-ben épült.

Sok közös vonást mutatnak a mennonitákkal. Hozzájuk hasonlóan elutasítják a csecsemőkeresztséget, az esküt és a katonai szolgálatot. Életmódjukat, egyházi felépítésüket és istentiszteletüket tekintve nagyrészt egyetértenek a mennonitákkal, akik a baptistákhoz és a későbbi mennonita testvérközösségekhez hasonlóan a keresztelést alámerítéssel gyakorolják.
A csoport 1881 és 1883 között három szárnyra szakadt, amelyek pedig még tovább, így a Schwarzenauer Testvérek mozgalma ma számos testvéregyházból áll Észak-Amerikában:

#### Tradicionalisták
- Ónémet Baptista Testvérek (Old German Baptist Brethren).
  - Régimódi testvérek (Old Brethren Church), egy felekezet, amely a 20. század elején szakadt el az ónémet baptista testvérektől.
    - Leedyiták (Leedyites), a Schwarzenau Testvérek legkonzervatívabb felekezete. Indianában és Missouriban élnek.

  - Régimódi Német Baptista Testvérek (Old Order German Baptist Brethren), egy apró, nagyon konzervatív felekezet.
  - Ónémet Baptista Testvérek (Old German Baptist Brethren), amely 2009-ben alakult egy szakadás eredményeként.

#### Konzervatívok
- Testvérek Egyháza (Church of the Brethren), székhelye Illinois államban Elgin.
  - Dunkard Testvérek (Dunkard Brethren), egy kis konzervatív felekezet, amely 1926-ban kilépett a Testvérek Egyházából.

#### Progresszívek
- A Testvérek Gyülekezete (The Brethren Church), székhelye Ohio államban Ashland. 
  - Fellowship of Grace Brethren Churches, korábbi nevén Charis Fellowship, konzervatív felekezet, amely 1939-ben vált ki a Testvérek Gyülekezetéből.
  - Conservative Grace Brethren Churches.

### River Brethren
A River Brethren anabaptista felekezetek csoportja, amely az 1770-es években jött létre a pennsylvaniai német telepesek között, Lancaster megyében. Vezetőik, Jacob és John Engle csatlakoztak a vallási ébredéshez, követőiket pedig a földrajzi helyükről nevezték el: a Susquehanna folyó keleti partja mellett élő „Testvérek”.
Nézeteikben a Schwarzenau Testvérek is hatással voltak rájuk. Ellenzik a háborút, az alkoholfogyasztást, a dohányzást, a „világi örömöket”.

## Plymouth Brethren
A Plymouth Brethren története Írországban kezdődött, az 1820-as években. A közösség hangsúlyozza a sola scriptura-t, azt a meggyőződést, hogy a Biblia az egyetlen tekintély a hit és a vallásgyakorlatok számára. A mozgalomhoz világszerte körülbelül egymillió ember tartozik; ebből Németországban a követők számát körülbelül 40-45 ezer főre becsülik.
1848 óta két fő irányzatra szakadtak: a "Nyitott" és a "Zárt Testvérek" (Open Brothren és Exclusive Brothren).
Német és magyar nyelvterületen Keresztyén Testvérgyülekezetek néven ismertek. (Lásd még: Magyarországi Keresztyén Testvérgyülekezetek)

## Más csoportok
- Apostoli Egyesült Testvérek (Apostolic United Brethren), egy mormon fundamentalista csoport, amely poligámiát (többnejűséget) gyakorol.
- A Testvérek (Jim Roberts csoport) a Jézus-mozgalomból kivált, Jimmie T. "Jim" Roberts által létrehozott vallási mozgalom.
- Az Amerikai Lutheránus Testvérek Egyháza (Church of the Lutheran Brethren of America) egy pietista lutheránus felekezet, amely a 19. századi vallási ébredés során alakult ki az Egyesült Államok gyülekezeteiben.
- Cseh Testvérek Evangélikus Egyháza (Českobratrská církev evangelická), protestáns egyház, Csehországban a legnagyobb protestáns egyház.[18] 1918-ban két evangélikus egyház egyesülésével jött létre.  Tagjait általában csak evangélikusoknak nevezik.
- A lengyel testvérek egy antitrinitárius csoport volt, az unitáriusok előfutára. 1565 és 1658 között létezett Lengyelországban. A kívülállók "ariánusoknak" vagy "szociniánusoknak" nevezték őket.
- A Szociális Testvérek 1867-ben az Illinois állambeli Saline megyében jöttek létre. Az evangéliumi keresztények kis csoportja ma az Egyesült Államok középnyugati részén, a Fülöp-szigeteken és Kanadában van jelen.
- United Brethren, a metodisták egy csoportja volt Angliában, akik 1840-ben tömegesen csatlakoztak az Utolsó Napok Szentjeinek J. K. Egyházához.
- Az Egyesült Hetednapi Testvérek (United Seventh-Day Brethren) egy kis létszámú amerikai adventista szervezet. 1980-ban négy gyülekezetből állt, egy-egy Iowában, Missouriban, Nebraskában és Oklahomában.
- „A testvérek”, az Utolsó Napok Szentjeinek Jézus Krisztus Egyháza legmagasabb szintű vezetőinek gyűjtőneve.
- A „testvérek” néven nevezi számos keresztény felekezet a hittestvéreit, a közösség többi tagját.